# Doryodes
Doryodes is een geslacht van vlinders van de familie spinneruilen (Erebidae), uit de onderfamilie Catocalinae.

## Soorten
- D. bistrialis Geyer, 1832
- D. distincta Jones, 1908
- D. elongata Schaus, 1906
- D. insularia Hampson, 1904
- D. leucorhabda Jones, 1908
- D. monosticta Jones, 1908
- D. sanguifusa Jones, 1908
- D. spadaria Guenée, 1857
- D. teniustriga Barnes & McDunnough, 1918